# Калиновий сироп

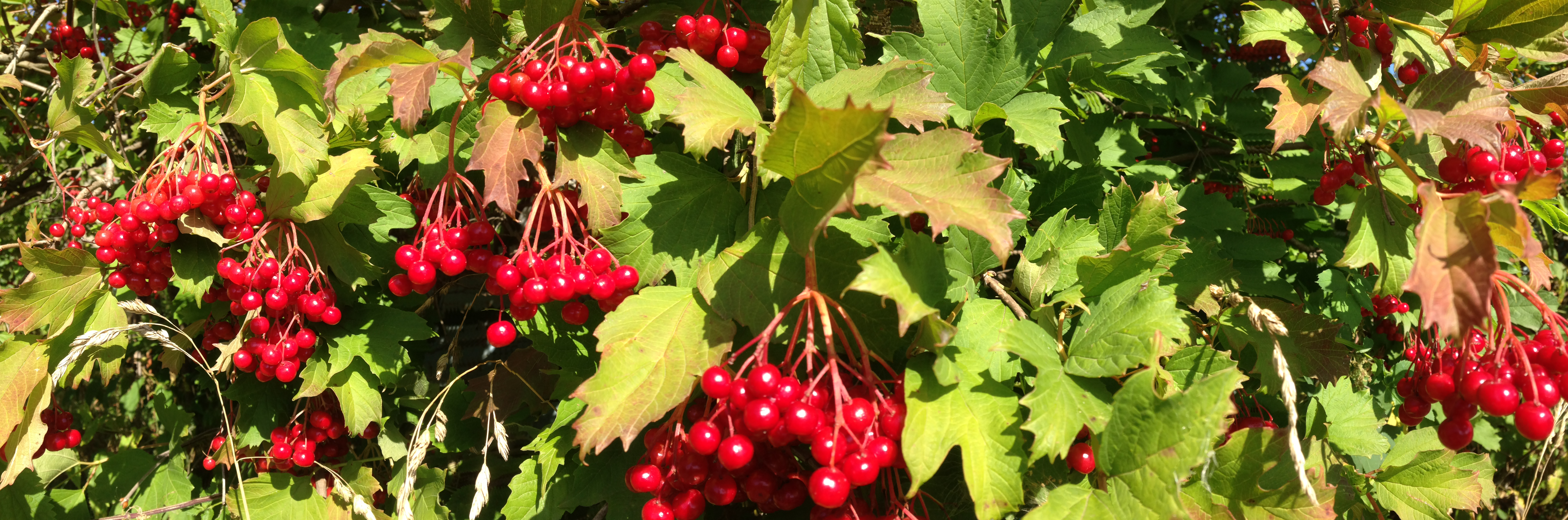
Ягоди калини використовуються для приготування сиропу.

Кали́новий сироп — вид сиропу, основним інгредієнтом якого є ягоди калини. Його використовують для приготування коктейлів та для просочення десертів. Збір ягід калини відбувається після настання перших морозів, так тоді ягода має велику кількість корисних властивостей. Із зібраних ягід відразу починають робити сироп, бо термін їх зберігання обмежений.

## Опис
Калиновий сироп можуть використовувати для зменшення температури, лікування судинних захворювань, застуди та інфекційних захворювань. Цей продукт сприяє регенерації тканин, знімає набряки та пом'якшує сухий кашель.

## Приготування

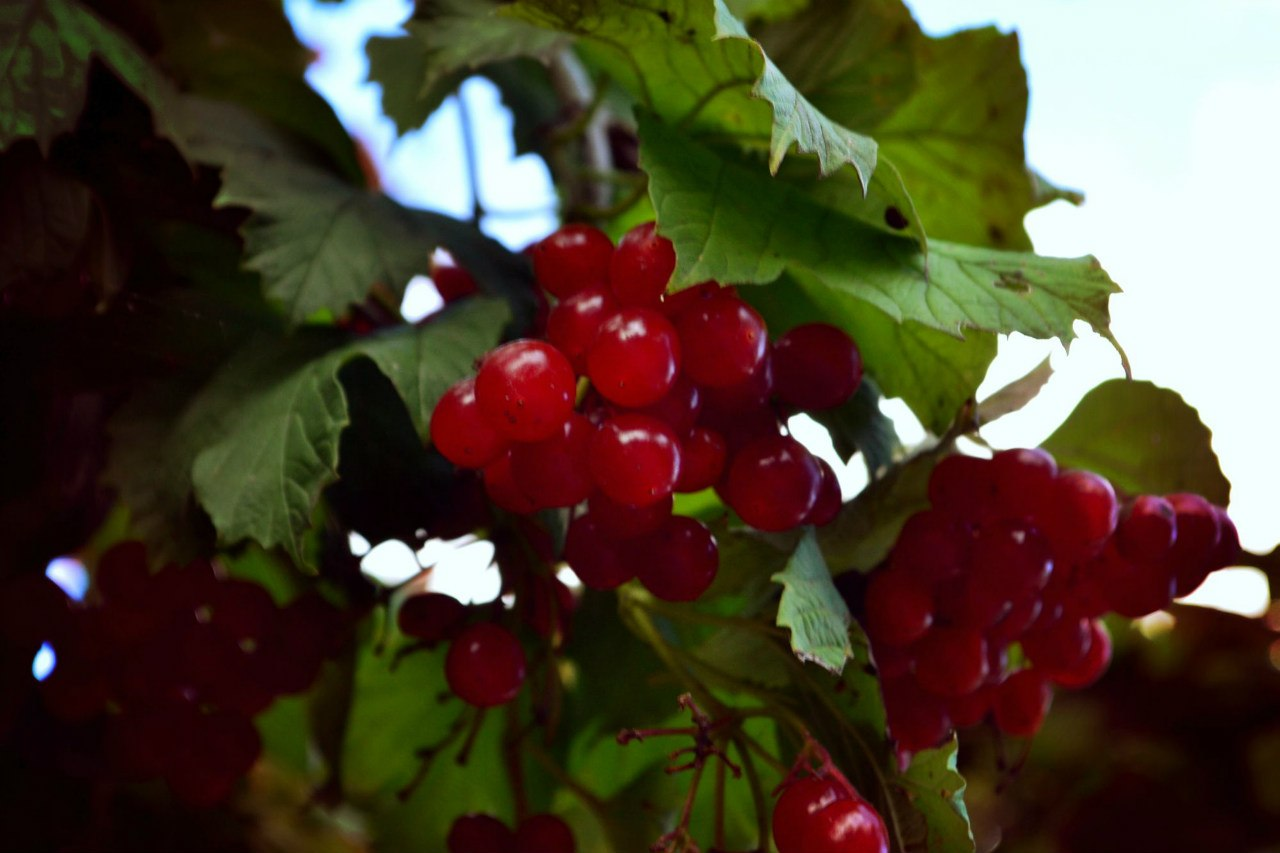
Ягоди калини

Для приготування калинового сиропу використовують 250 г калини, 500 мл води і 320 г цукрового піску. Ягоди калини перебирають та промивають, заливають водою і ставлять на вогонь. Доводять до кипіння та варять суміш протягом 5 хвилин. Відвар проціджують і виливають, для подальшого приготування сиропу з калини, потрібні лише ягоди. У гарячій воді розчиняють цукор, суміш доводять до кипіння і вводять ягідну масу. Варять усе протягом 10 хвилин, потім остуджують і переливають у ємності. Ягоди калини зберігають свої корисні властивості в сиропі, оскільки піддаються мінімальній обробці. За аналогічним рецептом можна готувати сироп з горобини.